# Osztrec
Osztrec (macedónul: Острец, albánul Ostreci) település Észak-Macedóniában, a Pelagonijai körzet Bitolai járásában.

## Népesség
| Lakosok száma | 408  | 488  | 526  | 441  | 633  | 321  | 229  | 161  |
|               | 1948 | 1953 | 1961 | 1971 | 1981 | 1991 | 2002 | 2021 |

2002-ben 229 lakosa volt, akik közül 228 albán és 1 macedón.